# Cyrtomium confertifolium
Cyrtomium confertifolium är en träjonväxtart som beskrevs av Ren-Chang Ching och Shing. Cyrtomium confertifolium ingår i släktet Cyrtomium och familjen Dryopteridaceae. Inga underarter finns listade.